# Alucita baliochlora
Alucita baliochlora är en fjärilsart som beskrevs av Edward Meyrick 1929. Alucita baliochlora ingår i släktet Alucita och familjen mångfliksmott, (Alucitidae). Inga underarter finns listade i Catalogue of Life.